# Hyperelliptische Involution
In der Mathematik ist die hyperelliptische Involution eine in der Funktionentheorie vorkommende Abbildung. 

## Definition
Sei {\displaystyle S} eine Riemannsche Fläche vom Geschlecht {\displaystyle g}. Eine hyperelliptische Involution ist eine holomorphe Abbildung
{\displaystyle f\colon S\to S}
mit {\displaystyle 2g+2} Fixpunkten, so dass {\displaystyle f\circ f=id_{S}} gilt.
Existiert eine hyperelliptische Involution auf {\displaystyle S}, so heißt {\displaystyle S} eine hyperelliptische Fläche. Die Fixpunkte von {\displaystyle f} heißen dann Weierstraß-Punkte von {\displaystyle S}. 

## Eigenschaften hyperelliptischer Involutionen
Wenn {\displaystyle S} eine hyperelliptische Fläche vom Geschlecht {\displaystyle g\geq 2} ist, dann gibt es genau eine hyperelliptische Involution auf {\displaystyle S}. 
Die hyperelliptische Involution kommutiert mit allen anderen konformen Homöomorphismen von {\displaystyle S} auf sich. Sie liegt also im Zentrum der Automorphismengruppe der Riemannschen Fläche, ihre Isotopieklasse liegt im Zentrum der Abbildungsklassengruppe von {\displaystyle S}.

## Eigenschaften hyperelliptischer Flächen
Eine hyperelliptische Fläche wird in der affinen Karte {\displaystyle \mathbb {C} ^{2}\subset \mathbb {C} P^{2}} durch eine Gleichung 
{\displaystyle w^{2}=f(z)}
mit einem Polynom {\displaystyle f} ohne mehrfache Nullstellen beschrieben. Dazu kommen ein oder zwei Punkte im Unendlichen, je nachdem ob der {\displaystyle grad(f)=2g+1} oder {\displaystyle deg(f)=2g+2} ist. Die hyperelliptische Involution wird in der affinen Karte durch {\displaystyle f(z,w)=(z,-w)}. Die Weierstraß-Punkte sind von der Form {\displaystyle (z,0)}, wobei {\displaystyle z} eine Nullstelle von {\displaystyle f} ist, sowie im Fall {\displaystyle deg(f)=2g+1} noch der Punkt im Unendlichen. 
Durch {\displaystyle P(z,w)=z} und Abbildung der Punkte im Unendlichen auf {\displaystyle \infty } wird eine verzweigte 2-fache Überlagerung
{\displaystyle P\colon S\to \mathbb {C} P^{1}}
definiert.